# Challenger de Seúl 2013
El Samsung Securities Cup 2013 fue un torneo de tenis profesional que se jugó en pistas duras. Se trató de la 14.ª edición del torneo que forma parte del ATP Challenger Tour 2013. Tuvo lugar en Seúl, Corea del Sur entre el 28 de octubre y el 3 de noviembre.

## Jugadores participantes del cuadro de individuales

### Cabezas de serie
| Favorito | País                    | Jugador        | Ranking1 | Posición en el torneo    |
| -------- | ----------------------- | -------------- | -------- | ------------------------ |
| 1        | Bandera de China Taipéi | Lu Yen-hsun    | 60       | Primera ronda            |
| 2        | Bandera de Alemania     | Julian Reister | 87       | FINAL, retiro por lesión |
| 3        | Bandera de Eslovenia    | Blaž Kavčič    | 107      | Semifinales              |
| 4        | Bandera de Japón        | Go Soeda       | 118      | Cuartos de final         |
| 5        | Bandera de Serbia       | Dušan Lajović  | 136      | CAMPEÓN                  |
| 6        | Bandera de Japón        | Yuichi Sugita  | 149      | Semifinales              |
| 7        | Bandera del Reino Unido | Daniel Evans   | 151      | Segunda ronda            |
| 8        | Bandera de Japón        | Hiroki Moriya  | 183      | Cuartos de final         |

- 1 Se ha tomado en cuenta el ranking del 21 de octubre de 2013.

### Otros participantes
Los siguientes jugadores ingresaron al cuadro principal invitados por la organización del torneo (WC):
- Chung Hy-Eon
- Lee Duckhee
- Nam Ji-Sung
- Kim Young Seok

Los siguientes jugadores ingresaron al cuadro principal tras participar en la fase clasificatoria (Q):
- Sergey Betov
- Yuichi Ito
- Toshihide Matsui
- Yang Tsung-hua

## Campeones

### Individual Masculino
- Dušan Lajović derrotó en la final a  Julian Reister por retiro.

### Dobles Masculino
- Marin Draganja /  Mate Pavić derrotaron en la final a  Lee Hsin-han /  Peng Hsien-yin 7–5, 6–2